# Elia ben Moses Abba Delmedigo

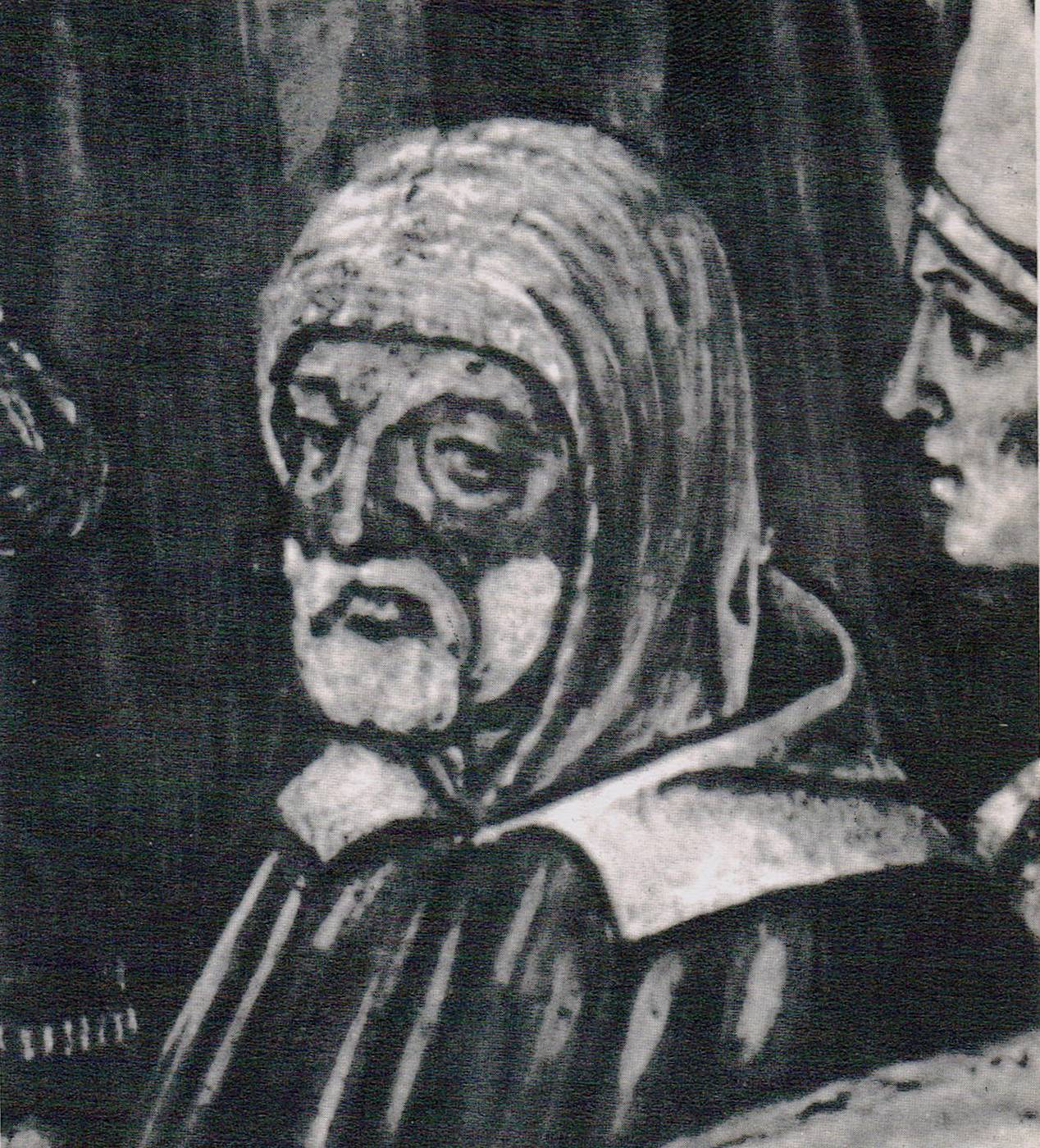
Elia del Medigo

Elia ben Moses Abba Delmedigo (hebräisch אליהו דלמדיגו, lateinisch Helias Cretensis ‚Elias von Kreta‘), kurz Elia Delmedigo (geboren 1458 oder 1460 in Candia, Republik Venedig; gestorben 1497 ebenda) war ein jüdischer Religionsphilosoph.

## Leben
Die aschkenasische Familie Delmedigo wanderte aus Deutschland nach Kreta aus. Der Gründer der Familie, R’Yehudah war, wie andere Juden zu dieser Zeit,  gegen Ende des Jahres 1300 aus dem germanischen Raum eingewandert. Er bereiste vermutlich zunächst Italien, ehe er sich auf Kreta niederließ. Hier hatte R’Yehudah drei Söhne: Abba haZaken il Vecchio, Mejuhas und den Philosophen Shemarjah, den Vater des Moses Abba und Großvater von Delmedigo.
Delmedigo galt als hervorragender Denker und Philosoph, der einer gelehrten Ärztefamilie angehörte. Er besaß selbst medizinische Kenntnisse und hielt in Florenz und Padua öffentliche Vorlesungen über Philosophie ab. Zu seinen Schülern zählten der Humanist Johann Pico von Mirandola und der Kardinal Domenico Grimani. Er wurde von der Hochschule in Padua und dem Senat zum Schiedsrichter berufen, als ein philosophischer Streit unter den Gelehrten ausgebrochen war. Delmedigo war Doktor der Medizin.
Um das Jahr 1480 reiste Del Medigo zunächst nach Venedig, um dort möglicherweise Medizin zu studieren. Sein Wirken in Italien konzentrierte sich auf den Unterricht in Philosophie und die Erstellung philosophischer Abhandlungen. Er war zudem als Übersetzer tätig und kommentierte die Werken von Averroes.
In den Jahren 1480 bis 1481 verfasste Delmedigo nach einer öffentlichen Diskussion in Padua seine Werke Quaestio de primo motore und Quaestio de effizientia mundi. Um 1482 zog er vorübergehend nach Venedig, kehrte wieder nach Padua zurück und hielt sich von 1484 bis 1485 bei Pico della Mirandola in Florenz auf. Anschließend war er von 1485 bis 1486 wieder in Padua, wo er vermutlich seinen Kommentar zu Averroes Abhandlung De substantia orbis schrieb. Delmedigo bereiste im Anschluss einige Städte Norditaliens und hielt sich 1488 für einige Zeit bei Domenico Grimani in Venedig auf. Während seines Aufenthalts in Italien schrieb er vier eigenständige Werke, zwei Kommentare sowie etwa neun Übersetzungen aus dem Hebräischen ins Lateinische zu den Werken von Averroes. Er regte im Herbst 1490 Reuchlin zur Befassung mit der hebräischen Sprache an. Um das Jahr 1490 kehrte Delmedigo nach Kreta zurück. Hier verfasste er sein Werk Beḥinat ha-Dat, in dem er sich mit dem Problem der Beziehung zwischen Religion und Philosophie im Kontext des Judentums befasste. Delmedigo war der Urgroßvater des Philosophen Joseph Solomon Delmedigo.

## Publikationen (Auswahl)
- Mit Johannes de Janduno, Johannes Lucilius Santritter, Girolamo de Sanctis, Pietro Benzoni, Piero de Piasi: Quaestiones in libros Physicorum Aristotelis cum annotationibus Heliae Cretensis. De primo motore quaestio ; De efficiencia mundi. Venedig 1488.
- Sefer Beḥīnat had-dāt. Chaim Rosenberg, Tel Aviv 1984. (Kritische Ausgabe seines Hauptwerkes zur „Prüfung des Glaubens“).